# Laboulbenia elaphricola
Laboulbenia elaphricola Siemaszko – gatunek grzybów z rzędu owadorostowców (Laboulbeniales). Pasożyt owadów.

## Systematyka i nazewnictwo
Pozycja w klasyfikacji według Index Fungorum: Laboulbenia, Laboulbeniaceae, Laboulbeniales, Laboulbeniomycetidae, Laboulbeniomycetes, Pezizomycotina, Ascomycota, Fungi.
Gatunek ten po raz pierwszy opisał w 1928 r. J. Siemaszko na chrząszczu Elaphus riparius w Polsce.
Synonim: Laboulbenia gyrinicola subsp. stagnalis Speg. 1914.

## Charakterystyka
Grzyb entomopatogeniczny, pasożyt zewnętrzny owadów. Notowany na chrząszczu (Coleoptera) Elaphus riparius z rodziny biegaczowatych (Carabidae). Nie powoduje śmierci owada i zazwyczaj wyrządza mu niewielkie szkody.